# 左右情緣
左右情緣是一部於法國巴黎取景拍攝的張國榮音樂特輯。1999年10月10日在翡翠台首播。

## 簡介
- 導演/編劇：張國榮

《左右情緣 》截圖

- 演出：張國榮、邱淑貞、張柏芝、譚詠麟、曾志偉、吴君如、梅艳芳、琦琦、李蕙敏
- 旁白：張學友
- 語言：粤語、普通話、法語
- 取景：象鼻山（Étretat）、畢加索故居、Chantilly城堡 、蒙馬特、為你鍾情 (咖啡店)

## 劇情
Carol（邱淑貞飾）是一名畫廊的主人，事業心強。因為工作繁忙，銀行家男友Sam（張國榮飾）就代表她到法國公幹。Carol還委託了在法國生活的表妹Jane（張柏芝飾）協助Sam。在法國的旅程中，Jane對Sam日久生情，二人繼而展開一段曖昧的關係。

## 歌曲
1. 同道中人
2. 春夏秋冬
3. 心跳呼吸正常
4. 小明星
5. 左右手
6. 陪你倒數
7. 夢死醉生

## 外部連結
- 張國榮音樂電影-左右情緣 （页面存档备份，存于）